# Scalopodon
Scalopodon es un género extinto de terápsido terocéfalo de fines del Pérmico de Rusia. La especie tipo Scalopodon tenuisfrons fue denominada en 1999 proveniente del distrito de Kotelnichsky en el óblast de Kírov. Scalopodon es conocido a partir de un único espécimen fragmentado holotipo que incluye la parte posterior del cráneo, la parte derecha de la mandíbula inferior y huesos aislados postorbitales y prefrontales. El cráneo fue hallado en la zona faunística de Deltavjatia, la cual se remonta a comienzos del Wuchiapingiense hace unos 260 millones de años. Las características distintivas del Scalopodon comprenden huesos frontales estrechos y una cresta sagital distintiva a lo largo de la región parietal en la zona posterior del cráneo. Scalopodon fue originalmente clasificado en la familia de los Scaloposauridae, y fue el primer escaloposáurido hallado en Rusia (se han hallado escaloposáuridos en el sur de África y la Antártida). Los estudios más recientes de los terocéfalos han concluido que los escaloposáuridos tales como el Scalopodon son formas juveniles de terocéfalos más grandes y no consideran que Scaloposauridae sea un grupo válido. Scalopodon y la mayoría de los otros escaloposáuridos son clasificados en la actualidad como miembros basales de Baurioidea.